# Éble Gábor
Éble Gábor (Mecsér, 1843. március 25. – 1923. december 31.) történetíró. 1863-64-ben jogot tanult a pesti egyetemen. 1864-68-ban elvégezte a Magyaróvári Császári és Királyi Gazdasági Felsőbb Tanintézetet. 1870-ben Károlyi György szolgálatába lépett Parádon. 1875-1901 között a Károlyi család pénztárnoka és levéltárosa volt. Főként a Károlyi család történetével foglalkozott. Verseket is írt.

## Művei
- A bujáki vár története. 1887
- Juhász Máté, nagykárolyi gróf Károlyi Sándor tábornagy temetése alkalmával 1744. június 22-én Nagy-Károlyban részint elénekelt, részint elmondott verses búcsúztató. 1888
- Egy magyar nyomda a XVIII. Században. 1891
- Károlyi Ferenc gróf és kora 1705-1758. Budapest, 1893
- Harruckern és Károlyi család. Budapest, 1895
- Az Éble család. 1896
- A Károlyi grófok nagykárolyi várkastélya és pesti palotája. 1897
- Az ecsedi uradalom és Nyíregyháza. Gazdaságtörténeti tanulmány. 1898
- A csetneki és tarkeői Dessewffy család. Budapest, 1903
- A Dessewffyek címere. Turul, 22, 1904
- A debrői uradalom birtoklási története. 1909
- A nagy-károlyi gróf Károlyi család összes jószágainak birtoklási története. I-II. Budapest, 1911
- József nádor és Károly főherceg Pesten 1803/1804. Budapest, 1911 (Németül)
- Az ecsedi százéves úrbéri per története (1776-1877). 1912
- A nagykárolyi gróf Károlyi család leszármazása a leányági ivadékok feltüntetésével. Budapest, 1913
- A szamosújvári Verzár család. 1915